# Закон за кратните отношения
Законът за кратните отношения (или закон на Далтон по името на неговия откривател Джон Далтон) е химичен закон, един от основните принципи на стоихиометрията, според който ако два елемента образуват повече от едно съединение, съотношенията на масите на втория елемент, съчетаващи се с една и съща маса на първия елемент, винаги са съотношения на малки цели числа.
Далтон описва примера с двата оксида на въглерода - 100 g въглерод реагират със 133 g кислород, за да образуват единия оксид, и с 266 g кислород, за да образуват другия. Съотношението между двете маси е 266:133 = 2:1, т.е. съотношение на две малки цели числа.
Законът за кратните отношения, наред със закона за запазване на масата и закона за постоянния състав на съединенията, изиграва важна роля за формирането на съвременната атомна теория.